# Tesoro del mérito
El tesoro de mérito o tesoro de la Iglesia (thesaurus ecclesiae; en griego: θησαυρός, thesaurós, tesoro; en griego: ἐκκλησία, ekklēsía convocatoria, congregación, parroquia) consiste, según la creencia católica, en el mérito de Jesucristo y sus fieles, un tesoro que por la comunión de los santos beneficia también a los demás. Según el Westminster Dictionary of Theological Terms, esta creencia católica es una forma de expresar la opinión de que las buenas obras realizadas por Jesús y otros pueden beneficiar a otras personas, y "los teólogos católicos romanos contemporáneos lo ven como una metáfora de las formas en que la fe de Cristo y los santos ayuda a los demás".

## Tesoro de la Iglesia
El Catecismo de la Iglesia Católica afirma: "[E]l "tesoro de la Iglesia" es el valor infinito, que nunca puede agotarse, que los méritos de Cristo tienen ante Dios. Fueron ofrecidos para que toda la humanidad pudiera ser liberada del pecado y alcanzar la comunión con el Padre. En Cristo, Redentor mismo, existen y encuentran su eficacia las satisfacciones y los méritos de su Redención. Este tesoro incluye también las oraciones y las buenas obras de la Santísima Virgen María. Son verdaderamente inmensas, insondables e incluso prístinas en su valor ante Dios. En el tesoro están también las oraciones y las buenas obras de todos los santos, de todos aquellos que han seguido las huellas de Cristo Señor y, por su gracia, han santificado su vida y han cumplido la misión que el Padre les confió. De este modo han alcanzado su propia salvación y, al mismo tiempo, han cooperado a la salvación de sus hermanos en la unidad del Cuerpo místico".
Los tesoros que cualquier cristiano individual puede acumular en el cielo no son nada en comparación con los que Jesús mismo ha acumulado, y es por una parte de sus méritos por lo que Efrén el Sirio del siglo IV apeló para poder borrar su propio endeudamiento.
ESV también se ve como una base para esta creencia: "Ahora bien, yo [el apóstol Pablo] me regocijo en mis padecimientos por amor de vosotros, y lleno en mi carne lo que falta a las aflicciones de Cristo por amor de su cuerpo, esto es, la iglesia, de la cual llegué a ser ministro según la mayordomía de Dios que me fue dada para vosotros". Sobre esto, Michael J. Gorman ha escrito: "Así como Pablo recuerda constantemente a sus lectores que Cristo (sufrió y) murió por ellos, ahora les recuerda que él sufre por ellos, por el cuerpo de Cristo. Su papel de siervo sufriente se complementa con su ministerio de predicación y enseñanza (1:25), en el que participa en la plena revelación del misterio de Dios a los que creen en el mensaje (los 'santos' de Dios), especialmente entre los gentiles (1:26-27)." En la Summa Theologica', Tomás de Aquino sostuvo que los santos realizaban sus buenas acciones "para toda la Iglesia en general, así como el Apóstol declara que él llena 'lo que falta de los sufrimientos de Cristo... para su cuerpo, que es la Iglesia' a la que escribió. Estos méritos son, pues, propiedad común de toda la Iglesia. Ahora bien, las cosas que son propiedad común de un número se distribuyen entre los diversos individuos según el juicio de aquel que los gobierna a todos. Así pues, del mismo modo que un hombre obtendría la remisión de su pena si otro satisficiera por él, así también la obtendría si las satisfacciones de otro le fueran aplicadas por quien tiene poder para hacerlo".
Hay varias interpretaciones de lo que Pablo quiso decir con "...en mi carne lleno lo que falta a las aflicciones de Cristo en favor de su cuerpo, que es la iglesia,..." Parecen coincidir en que no sugiere que la acción redentora de Cristo fuera en modo alguno insuficiente. Juan Crisóstomo dice: "La sabiduría, la voluntad, la justicia de Jesucristo, requiere y ordena que su cuerpo y sus miembros sean compañeros de sus sufrimientos, como esperan ser compañeros de su gloria; para que sufriendo así con él, y siguiendo su ejemplo, puedan aplicar a sus propias necesidades y a las necesidades de los demás los méritos y la satisfacción de Jesucristo, aplicación que es lo que falta, y lo que se nos permite suplir mediante los sacramentos y el sacrificio de la nueva ley. "[cita requerida]
Taylor Marshall señala la recomendación de Jesús de acumular para nosotros tesoros en el cielo:"No os hagáis tesoros en la tierra, donde la polilla y el orín corrompen y donde ladrones entran por la fuerza y roban; sino haceos tesoros en el cielo, donde ni la polilla ni el orín corrompen y donde ladrones no entran por la fuerza ni roban.".

## Confesores y lapsos
En el cristianismo primitivo, quienes habían cometido pecados graves se sometían a un período más o menos largo de penitencia antes de reconciliarse con la Iglesia. Cómo tratar a los numerosos apóstatas en la época de la persecución de Decio constituyó un problema. Eran conocidos como los lapsi (los caídos). A los que, por el contrario, confesaban su fe en Cristo y por ello eran condenados, se les denominaba confesores. Los condenados a muerte por esa acusación eran llamados "mártires", de la palabra griega que significa "testigo", por haber dado testimonio hasta la muerte. "A los sufrimientos de los mártires y confesores se les atribuía el poder de compensar el pecado de los lapsos", A ellos acudían los lapsi para obtener una pronta reconciliación, "utilizando en su beneficio los méritos acumulados por el heroísmo de los confesores". Las autoridades eclesiásticas, sobre todo a partir del siglo III, permitieron que la intercesión de los confesores acortara el tiempo de penitencia al que debían someterse quienes buscaban el perdón. Un sacerdote o diácono podía reconciliar a los lapsos en peligro de muerte basándose en la carta de indulgencia de un mártir, pero en general se requería la intervención de la autoridad eclesiástica superior, el obispo. "Los titulares de cargos, no los individuos carismáticos, debían tener la última palabra sobre la admisión a las asambleas de la Iglesia".

## Remisión de la penitencia
El Concilio de Ancyra de 314 atestiguó en sus cánones 2, 5 y 16 la facultad de los obispos de conceder indulgencia, reduciendo el período de penitencia a cumplir, a los lapsos que demostraran estar sinceramente arrepentidos.
El Concilio de Epaone del año 517 muestra el auge de la práctica de sustituir una severa penitencia canónica más antigua por una nueva penitencia más suave: su canon 29 redujo a dos años la penitencia que debían cumplir los apóstatas a su regreso a la Iglesia, pero les obligó a ayunar una vez cada tres días durante esos dos años, a acudir con frecuencia a la iglesia y ocupar su lugar en la puerta de los penitentes, y a abandonar la iglesia con los catecúmenos antes de que comenzara la parte eucarística. Quienes se opusieran a la nueva disposición debían observar la antigua penitencia, mucho más larga.
Se hizo costumbre conmutar las penitencias por trabajos menos exigentes, como oraciones, limosnas, ayunos e incluso el pago de sumas fijas de dinero en función de los distintos tipos de delitos (penitencias arancelarias). En el siglo X, algunas penitencias no fueron sustituidas por otras, sino que simplemente se redujeron en relación con donaciones piadosas, peregrinaciones y obras meritorias similares. Luego, en los siglos XI y XII, el reconocimiento del valor de estas obras comenzó a asociarse no tanto a la penitencia canónica como a la remisión de la pena temporal debida al pecado, dando paso a la indulgencia en el sentido preciso del término aparte de dicha penitencia, que, aunque siguió hablándose en términos de remisión de un cierto número de días o años de penitencia canónica, se expresa ahora como la concesión a quien realiza una acción piadosa, "además de la remisión de la pena temporal adquirida por la acción misma, una remisión igual de la pena por la intervención de la Iglesia". Como fundamento de esta remisión de la pena temporal (no eterna) debida al pecado, los teólogos recurrieron a la misericordia de Dios y a las oraciones de la Iglesia. Algunos veían su fundamento en las buenas obras de los miembros vivos de la Iglesia, ya que las de los mártires y confesores contaban a favor de los lapsi. La opinión que finalmente prevaleció fue la del tesoro de méritos, que se propuso por primera vez hacia 1230.